# Wężyczyn
Wężyczyn – wieś sołecka w Polsce położona w województwie mazowieckim, w powiecie mińskim, w gminie Latowicz.
Wieś królewska położona była w drugiej połowie XVI wieku w powiecie garwolińskim  ziemi czerskiej województwa mazowieckiego. 
W latach 1526–1795 wieś należała do starostwa latowickiego. W latach 1795–1809 – pod zaborem austriackim. Od 1809 r. w Księstwie Warszawskim, guberni warszawskiej, powiecie siennickim, a od 1866 r. w powiecie mińskim (od 1868 nazwa powiatu nowomiński). W latach 1870–1954 należała do gminy Łukówiec, w latach 1955-1972 – do Gromadzkiej Rady Narodowej w Jeruzalu, od 1973 r. należy do gminy Latowicz. W latach 1919–1939 była w granicach województwa warszawskiego, 1939-1945 w Generalnym Gubernatorstwie, 1946-1975 w województwie warszawskim, od 1975 do 1998 r. – w granicach województwa siedleckiego. Od 1999 r. znajduje się w województwie mazowieckim.
Wierni Kościoła rzymskokatolickiego należą do parafii Świętej Trójcy w Latowiczu.

## Historia
Najstarsze ślady osadnictwa to naczynia z popiołami i ceramika z okresu wczesnego średniowiecza. 
Pierwsze wzmianki o wsi pochodzą z 1524 r., gdzie występuje jako „Vązyczino”, a w 1540 r. jako „Vązyczyn”. Następnie w 1565 r. i 1569 r. zapisano nazwę „Węziczyny”, w 1576 r. – „Weziczin”, w 1613 r. – „Wężyczyn”, w 1660 r. – „Wężyczyn”. 
W 1565 r. wieś liczyła 28 domów, w 1613 r. - 10. W XVII w. wybudowano folwark i karczmę. Dziedziczny urząd wójta sprawowała od 1539 r. rodzina Szelągów, następnie Maciejowiczów i Domoniów. Wojny szwedzkie zniszczyły wieś i w 1660 r. pozostało 5 domów. 
W XIX w. powierzchnia gruntów należących do mieszkańców Wężyczyna liczyła 567 mórg. W 1827 r. było tu 23 domy i 232 mieszkańców, zaś w 1880 r. liczba domów wzrosła do 41, zaś liczba mieszkańców do 247. W Wężyczynie był wówczas folwark o powierzchni 548 mórg. Dworek należał do Łabędzkich – rodziny Henryka Sienkiewicza, który spędził tu pierwsze 9 lat swego dzieciństwa. 
W 1950 r. została założona Ochotnicza Straż Pożarna, a w 1953 r. wybudowana remiza strażacka. W 1950 r. powstało Koło Gospodyń Wiejskich. W 1970 r. wieś liczyła 220 mieszkańców, a w 2000 r. - ok. 230. Przyrost naturalny w latach 1970-2000 wyniósł +3,2%. W 1988 r. były we wsi 52 domy, a w 2009 r. - 56 domów.

## Etymologia
Miejscowy przekaz mówi, że nazwa miejscowości powstała, gdy na silnie zalesione, nizinne, bagniste tereny przybyli osadnicy. Zanim wybudowali pierwsze domy, musieli wykarczować dziką puszczę, a w niej natrafili na gniazda żmij i węży. Stąd nazwa osady powstałej na poleśnej ziemi miała brzmieć Wężyczyn.

## Zabytki
- Kapliczka pw. św. Antoniego, murowana, wzniesiona w 1949 r. przez Jana Smolaka.